# Большая мечеть Мцангамужи
Большая мечеть Мцангамужи (фр. Grande Mosquée de M'Tsangamouji) — соборная мечеть города Мцангамужи в заморском департаменте Франции Майотта.

## Описание
Мечеть была построена по инициативе Интеллектуальной ассоциации Мцангамужи на пожертвования собранные с горожан. Мечеть находится в южной части города. В мечети находится гробница основателя Интеллектуальной ассоциации Мцангамужи Ислама Махи Дахира.
2 марта 2015 года подверглась нападению другой мусульманской общины города, в результате чего было повреждено здание.